# Phytoliriomyza jamaicensis
Phytoliriomyza jamaicensis är en tvåvingeart som beskrevs av Zlobin 1996. Phytoliriomyza jamaicensis ingår i släktet Phytoliriomyza och familjen minerarflugor.
Artens utbredningsområde är Jamaica. Inga underarter finns listade i Catalogue of Life.